# Retrocausalitat

El temps corre d'esquerra a dreta en aquest diagrama de Feynman de l'aniquilació electró-positró. Quan s'interpreta que inclou la retrocausalitat, l'electró (marcat amb e ^{-}) no es va destruir, sinó que es va convertir en el positró (e ^{+}) i es va moure enrere en el temps.

La retrocausalitat, o causalitat al revés, és un concepte de causa i efecte en el qual un efecte precedeix la seva causa en el temps i, per tant, un esdeveniment posterior afecta un altre anterior. En la física quàntica, la distinció entre causa i efecte no es fa al nivell més fonamental i, per tant, els sistemes simètrics en el temps es poden veure com a causals o retrocausals. Les consideracions filosòfiques del viatge en el temps sovint aborden els mateixos problemes que la retrocausalitat, igual que els tractaments del tema a la ficció, però els dos fenòmens són diferents.
Els esforços filosòfics per entendre la causalitat es remunten almenys a les discussions d'Aristòtil sobre les quatre causes. Durant molt de temps es va considerar que un efecte que precedeix a la seva causa és una auto- contradicció inherent perquè, com va comentar el filòsof del segle XVIII David Hume, en examinar dos esdeveniments relacionats, la causa, per definició, és la que precedeix l'efecte.
La retrocausalitat s'associa amb el formalisme vectorial d'estat doble inferencial (DIVF), més tard conegut com a formalisme vectorial de dos estats (TSVF) en mecànica quàntica, on el present es caracteritza per estats quàntics del passat i del futur combinats.
La teoria absorbent Wheeler-Feynman, proposada per John Archibald Wheeler i Richard Feynman, utilitza la retrocausalitat i una forma temporal d'interferència destructiva per explicar l'absència d'un tipus d'ona concèntrica convergent suggerida per certes solucions a les equacions de Maxwell. Aquestes ones avançades no tenen res a veure amb la causa i l'efecte: simplement són una manera matemàtica diferent de descriure les ones normals. El motiu pel qual es van proposar és que una partícula carregada no hauria d'actuar sobre si mateixa, cosa que, en l'electromagnetisme clàssic normal, condueix a una força pròpia infinita.
Ernst Stueckelberg, i més tard Richard Feynman, van proposar una interpretació del positró com un electró que es mou cap enrere en el temps, reinterpretant les solucions d'energia negativa de l'equació de Dirac. Els electrons que es mouen cap enrere en el temps tindrien una càrrega elèctrica positiva. Wheeler va invocar aquest concepte per explicar les propietats idèntiques que comparteixen tots els electrons, suggerint que " tots són el mateix electró " amb una línia del món complexa i que s'intersecta. Yoichiro Nambu ho va aplicar més tard a tota la producció i l'aniquilació de parelles partícula-antipartícula, afirmant que "la creació i l'aniquilació eventuals de parelles que es poden produir de tant en tant no és cap creació o aniquilació, sinó només un canvi de direcció de les partícules en moviment, del passat. al futur, o del futur al passat". El punt de vista enrere en el temps s'accepta avui dia com a completament equivalent a altres imatges, però no té res a veure amb els termes macroscòpics "causa" i "efecte", que no apareixen en una descripció física microscòpica.